# Leptogenys trilobata
Leptogenys trilobata är en myrart som beskrevs av Santschi 1924. Leptogenys trilobata ingår i släktet Leptogenys och familjen myror. Inga underarter finns listade i Catalogue of Life.